# Xenia macrospiculata
Xenia macrospiculata är en korallart som beskrevs av Cohar 1940. Xenia macrospiculata ingår i släktet Xenia och familjen Xeniidae. Inga underarter finns listade i Catalogue of Life.